# Гаврилюк, Иван Ярославович
Иван Яросла́вович Гаврилю́к (укр. Іван Ярославович Гаврилюк; род. 25 сентября 1948, с. Йосиповка, Львовская область) — советский и украинский актёр. Народный артист Украины (1992).

## Биография
Родился 
25 сентября  1948 года в селе Йосиповка (ныне Бусская община Львовской области,).
Кинодебют состоялся во время учёбы в театральном институте, сыграв роль Иванко в драме Бориса Ивченко «Аннычка». Первой большой работой стала роль Левка Щербины в исторической драме «Хлеб и соль».
Начиная с 1973 года, будучи актёром киевской киностудии им. Довженко, играет в религиозной драме «Искупление чужих грехов» (Богдан), приключенческой драме «Идущие за горизонт» (Саша Ивакин), социальной мелодраме «Это сильнее меня» (Макар Истомин) и других.
В 1980-х годах выходят фильмы, принесшие Ивану Гаврилюку настоящую популярность, среди которых главные роли в героико-приключенческом фильме «На вес золота», производственных драмах «Требуются мужчины» и «Тепло студёной земли», историческом фильме «Даниил — князь Галицкий», философской притче «Небылицы про Ивана» и другие.
Фильмы с участием Ивана Гаврилюка входят в «золотой фонд» украинского кинематографа: «Захар Беркут», «Вавилон XX», «Кармелюк», «Легенда о княгине Ольге»… Актёра называют секс-символом украинского кинематографа.
В 1986 году становится художественным руководителем киновидео-объединения «Украина». В первые годы независимости Украины получает почетное звания Народный артист Украины.
Расширяя грани возможностей, на студии «Контакт» работает ещё сценаристом и режиссёром, результатом чего становятся лирические документальные фильмы «Город Коломыя» (укр. «Місто Коломия») и «Прикарпатье. Горы и долины» (укр. «Прикарпаття. Гори і доли»).
В 1991 году возглавляет кинофирму «Воля XX», является президентом кинофестиваля «Бригантина», проходящего в Бердянске.
С 2002 по 2006 год был народным депутатом Верховной рады Украины IV созыва (от фракции «Реформы и порядок» по 126-му избирательному округу).

### Семья
- Отец — Ярослав Михайлович (1916—2003), служащий
- Мать — Лидия Тимофеевна (род. 1927)
- Жена — Мирослава Леонтьевна Резниченко (род. 1948), актриса, педагог
  - Сын — Сергей (род. 1968), актёр

## Фильмография
| Год  |   | Название                                 | Роль                                               |
| ---- | - | ---------------------------------------- | -------------------------------------------------- |
| 1968 | ф | Аннычка                                  | Иванко                                             |
| 1969 | ф | Комиссары                                | начальник курсов комиссаров                        |
| 1970 | ф | Семья Коцюбинских                        | адъютант                                           |
| 1970 | ф | Хлеб и соль                              | Левко Щербина                                      |
| 1971 | ф | Живая вода                               | Богдан                                             |
| 1971 | ф | Захар Беркут                             | Максим Беркут                                      |
| 1971 | ф | Звеёдный цвет                            | Дмитрий                                            |
| 1971 | ф | Иду к тебе...                            | Михаил Петрович                                    |
| 1972 | ф | Идущие за горизонт                       | Саша Ивакин                                        |
| 1972 | ф | После ярмарки                            | Яким Сорока                                        |
| 1973 | ф | Это сильнее меня                         | Макар Истомин                                      |
| 1973 | ф | Новоселье                                | Сильвестр                                          |
| 1974 | ф | Бронзовая птица                          | Алексей Карагаев (нет в титрах)                    |
| 1974 | ф | Все улики против него                    | Думитру Мовиляну                                   |
| 1975 | ф | Канал                                    | Франчук                                            |
| 1975 | ф | Танец орла                               | Макарыч                                            |
| 1975 | ф | Дума о Ковпаке                           | Ленкин                                             |
| 1976 | ф | Аты-баты, шли солдаты…                   | сержант Иван Сайко, «Балтика»                      |
| 1976 | ф | Днепровский ветер                        | егерь Пётр                                         |
| 1976 | ф | Память земли                             | Василь                                             |
| 1976 | ф | Тревожный месяц вересень                 | Валерка, краснофлотец                              |
| 1978 | ф | Искупление чужих грехов                  | Богдан Чичура                                      |
| 1978 | ф | Предвещает победу                        | Власенко                                           |
| 1978 | ф | Я хочу вас видеть                        | Коноплёв                                           |
| 1979 | ф | Багряные берега                          | Мартын Шумик                                       |
| 1979 | ф | Вавилон XX                               | Клим Синица                                        |
| 1979 | ф | Задача с тремя неизвестными              | работник милиции                                   |
| 1979 | ф | Поезд чрезвычайного назначения           | эпизод                                             |
| 1980 | ф | От Буга до Вислы                         | Ленкин                                             |
| 1980 | ф | Странный отпуск                          | Игорь Николаевич                                   |
| 1981 | ф | Сто радостей, или Книга великих открытий | Маркелл                                            |
| 1982 | ф | Возвращение Баттерфляй                   | Теофил Окуневский                                  |
| 1983 | ф | Климко                                   | отец                                               |
| 1983 | ф | Легенда о княгине Ольге                  | Рус                                                |
| 1983 | ф | На вес золота                            | Марко Завгородний                                  |
| 1983 | ф | Требуются мужчины                        | Антон Пащенко                                      |
| 1984 | ф | Тепло студёной земли                     | Иван Подбелов                                      |
| 1985 | ф | Кармелюк                                 | Устим Кармелюк                                     |
| 1986 | ф | Игорь Саввович                           | Прончатов                                          |
| 1986 | ф | Новые сказки Шахерезады                  | визирь Джаффар                                     |
| 1987 | ф | Даниил — князь Галицкий                  | Василько Волынский                                 |
| 1987 | ф | Джура — охотник из Мин-Архара            | незнакомец                                         |
| 1987 | ф | Пока есть время                          | Петро                                              |
| 1987 | ф | Последняя ночь Шахерезады                | визирь Джаффар                                     |
| 1988 | ф | Горы дымят                               | Иван Семенюк                                       |
| 1989 | ф | Небылицы про Ивана                       | Иван Калита                                        |
| 1990 | ф | Чёрная долина                            | Иван Сирко                                         |
| 1991 | ф | Карпатское золото                        | Крапивич                                           |
| 1992 | ф | Четыре листа фанеры                      | Богдан Мазепа (озвучил Евгений Паперный); режиссёр |
| 2002 | ф | Критическое состояние                    | Тарасенко                                          |
| 2004 | ф | Железная сотня                           | Рен                                                |

## Награды и звания
- 1973 — Гран-при Международного кинофестиваля телефильмов в Париже «За лучшее воплощение образа романтического героя» (фильм «Идущие за горизонт»)
- 1977 — Заслуженный артист Украинской ССР
- 1980 — премия Ленинского комсомола — за талантливое воплощение образов современников в кино и высокое исполнительское мастерство
- 1992 — Народный артист Украины
- 1995 — Специальный приз кинофестиваля «Стожары» за весомый вклад в киноискусство
- 1997 — Специальный приз кинофестиваля «Стожары» за весомый вклад в киноискусство
- 2017 — представлен к ордену «За заслуги» ІІІ степени[8], но принимать награду отказался из-за принципиального несогласия с политикой награждения людей творческих профессий[9].